# China Grove, Texas
China Grove là một thị trấn thuộc quận Bexar, tiểu bang Texas, Hoa Kỳ. Năm 2010, dân số của thị trấn này là 1179 người.

## Dân số
- Dân số năm 2000: 1247 người.
- Dân số năm 2010: 1179 người.